# Fedor von Bock

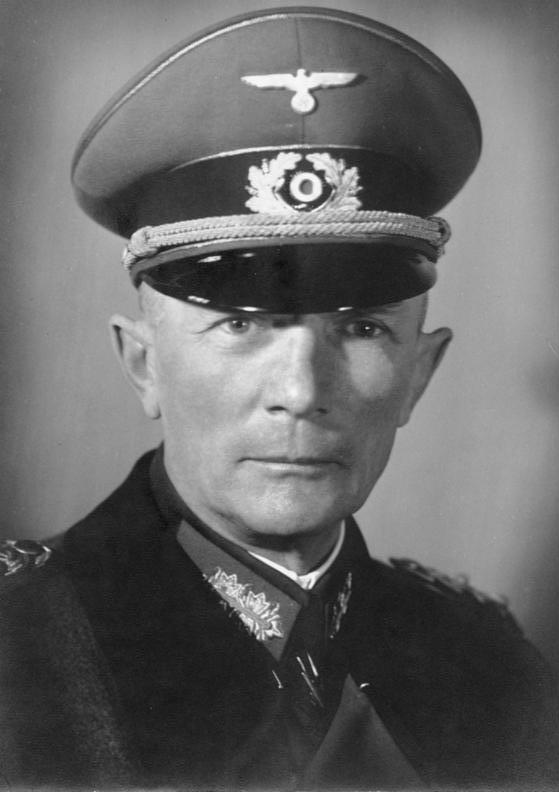
Fedor von Bock (1939)

Moritz Albrecht Franz Friedrich Fedor von Bock (* 3. Dezember 1880 in Küstrin, Provinz Brandenburg; † 4. Mai 1945 in Oldenburg in Holstein) war ein deutscher Heeresoffizier (ab 1940 Generalfeldmarschall). Während des Zweiten Weltkrieges war er Oberbefehlshaber verschiedener Heeresgruppen der Wehrmacht.

## Leben

### Herkunft
Fedor von Bock war der Sohn des preußischen Generalmajors Moritz von Bock und dessen Ehefrau Olga, geborene von Falkenhayn (1851–1919). Seine Mutter war eine Schwester des Generals Erich von Falkenhayn.

### Militärkarriere
Nach seinem Schulbesuch in Wiesbaden und Charlottenburg besuchte er die Kadettenanstalt in Potsdam, später wechselte er auf die Hauptkadettenanstalt nach Groß-Lichterfelde. Am 15. März 1898 trat er als Fähnrich in das 5. Garde-Regiment zu Fuß in Spandau in die Preußische Armee ein. Am 1. Mai 1898 wurde er im selben Regiment Sekondeleutnant, später wurde er als Zugführer Hilfslehrer der Spandauer Militär-Turnanstalt. Im Juli 1904 wurde er Bataillons- und im Januar 1906 Regimentsadjutant. Am 10. September 1908 wurde er Oberleutnant, ab April 1910 wurde er zur Generalstabsausbildung abkommandiert. Von Bock trat im März 1911 in den Großen Generalstab ein und wurde dort am 22. März 1912 zum Hauptmann befördert.

#### Erster Weltkrieg
Ab Oktober 1913 fungierte er als Stabsoffizier im Generalstab des Gardekorps, mit dem er zu Beginn des Ersten Weltkriegs 1914 an der Westfront eingesetzt wurde. Im Mai 1915 wechselte er in den Stab der 11. Armee an die Ostfront und nahm an der Schlacht von Gorlice-Tarnow teil. Im folgenden Jahr trat er in den Generalstab der 200. Infanterie-Division über und nahm am Gebirgskrieg in den Karpaten und an der Abwehr der Brussilow-Offensive teil. Am 30. Dezember 1916 wurde er zum Major ernannt. Im April 1917 diente er im Generalstab der Heeresgruppe Deutscher Kronprinz wieder an der Westfront, am 1. April 1918 wurde er für seine Generalstabsarbeit in der Frühjahrsoffensive mit dem Orden Pour le Mérite ausgezeichnet. Bereits vorher hatte er beide Klassen des Eisernen Kreuzes sowie das Ritterkreuz des Königlichen Hausordens von Hohenzollern mit Schwertern erhalten.

#### Weimarer Republik
Nach dem Waffenstillstand von Compiegne im November 1918 wurde von Bock in die Vorläufige Reichswehr übernommen und als Erster Generalstabsoffizier dem neugebildeten Gruppenkommando 1 zugeteilt. Als Chef des Stabes der 3. Division in Berlin war er zugleich Kommandeur über die republikfeindliche Schwarze Reichswehr. Im Oktober 1919 neu vereidigt, verweigerte er seine Teilnahme am Kapp-Putsch. Am 18. Dezember 1920 wurde er Oberstleutnant und nach langjähriger Stabsarbeit begann 1924 seine Tätigkeit als aktiver Truppenführer. Am 1. April 1924 übernahm er die Führung eines Bataillons des 4. (Preußisches) Infanterie-Regiments in Kolberg. Am 1. Mai 1925 wurde er zum Oberst befördert und übernahm am 1. Februar 1926 die Führung dieses Regimentes. Am 1. Februar 1929 wurde von Bock Generalmajor und im Dezember 1929 übernahm er das Kommando über die 1. Kavallerie-Division in Frankfurt an der Oder. Am 1. Februar 1931 wurde er zum Generalleutnant befördert und im Dezember 1931 wurde er Kommandeur der 2. Division und Befehlshaber im Wehrkreis II in Stettin.

#### Nationalsozialistische Vorkriegszeit
Nach der Machtübernahme der NSDAP 1933 verhielt er sich dem NS-Regime gegenüber neutral. Am 1. März 1935 wurde er zum General der Infanterie befördert und zum Oberbefehlshaber des neuerrichteten Gruppenkommandos 3 in Dresden ernannt.
Beim Anschluss Österreichs an das Deutsche Reich am 12. März 1938 marschierte er an der Spitze der aus seiner Befehlsstelle gebildeten 8. Armee in Österreich ein und wurde dafür rückwirkend zum 1. März zum Generaloberst befördert. Am 1. November desselben Jahres wurde er zum Oberbefehlshaber des Gruppenkommandos 1 in Berlin ernannt und am 26. August 1939 Oberbefehlshaber der daraus gebildeten Heeresgruppe Nord. In seiner Funktion als Oberbefehlshaber der Heeresgruppe Nord standen ihm Generalleutnant Hans von Salmuth als Chef des Stabes und Oberst Wilhelm Hasse als Erster Generalstabsoffizier zur Seite, während ihm Günther von Kluge (4. Armee) und Georg von Küchler (3. Armee) als Armeeführer dienten.

#### Überfall auf Polen
In seiner Funktion als Oberbefehlshaber der Heeresgruppe Nord sollte von Bock am Überfall auf Polen teilnehmen. Der Invasionsplan sah einen gleichzeitigen Einmarsch von von Bocks Heeresgruppe Nord aus Pommern (4. Armee) und Ostpreußen (3. Armee) sowie Gerd von Rundstedts Heeresgruppe Süd aus Schlesien und der Slowakei vor. Von Bocks Heeresgruppe oblag es dabei zuvorderst, den polnischen Korridor und Danzig zu erobern, um so eine Verbindung zwischen der Exklave Ostpreußen und dem Hauptgebiet des Deutschen Reiches herzustellen, sowie Richtung Warschau vorzustoßen, parallel zum südlichen Vorstoß auf Warschau durch Truppen der Heeresgruppe Süd. Neben diesen konkreten Aufgaben war ein zweites generelles Ziel von von Bocks Heeresgruppe, die umfassende Zerschlagung aller polnischen Einheiten nördlich der Weichsel.
Am 1. September begann die Invasion. Von Bocks Verband umfasste zu diesem Zeitpunkt 630.000 Soldaten aufgeteilt auf zwei Armeen. Innerhalb der ersten 9 Tage zerschlugen von Bocks Truppen die polnische Armee Pommerellen, womit eine Verbindung zwischen Ostpreußen und dem Deutschen Reich hergestellt war und eröffneten zusammen mit Teilen der 8. Armee unter Johannes Blaskowitz die über zwei Wochen lange Schlacht um Warschau. Am 10. September gab von Bock den Befehl heraus, dass Ortschaften, aus denen Schüsse auf deutsche Truppen fielen, niederzubrennen seien, sollte eine Identifizierung des Hauses, aus dem die Schüsse kamen, unmöglich sein. Nachdem die militärische Besatzung Polens am 26. Oktober zu ihrem Ende gekommen war, waren 531 Städte und Dörfer zerstört worden. Am 14. September entbrannte dann die Schlacht um Modlin zwischen von Bocks Truppen und der Modlin Armee. Andernorts zeigte sich unterdessen die klare Überlegenheit der deutschen Wehrmacht, Kämpfe wurden schnell gewonnen, und ab dem 12. September kam es zu Auflösungserscheinungen bei den polnischen Streitkräften. Ende September neigte sich die Invasion schließlich ihrem Ende entgegen. So kapitulierte am 28. September Warschau gegenüber von Rundstedts Truppen und am 29. September die Festung Modlin gegenüber von Bocks Armeen. Am 6. Oktober ergaben sich schließlich die letzten polnischen Einheiten, womit der Feldzug vorbei war. Von Bock war unterdessen noch vor Ende des Feldzugs am 30. September mit dem Ritterkreuz des Eisernen Kreuzes ausgezeichnet worden.
Während sein Gegenstück Gerd von Rundstedt nach Abschluss des Überfalls als Oberbefehlshaber über die deutschen Besatzungstruppen zunächst noch in Polen verblieb, wurde von Bock nach Ende des Feldzugs mit dem Heeresgruppenkommando umgehend an die deutsche Westgrenze verlegt und stellte dort ab Oktober 1939 die Heeresgruppe B auf. Diese sollte im Westfeldzug zum Einsatz kommen, dessen Durchführung Adolf Hitler noch vor Ende des Polenfeldzugs verkündet hatte.
Im November 1939 erfuhr von Bock von „Vorgängen der ‚Kolonisierung‘ des Ostens“, die ihn – seinen eigenen Angaben zufolge – erschreckten. Er kommentierte diese in seinem Tagebuch: „Macht man dort weiter so, so werden diese Methoden sich einmal gegen uns kehren!“

#### Westfeldzug

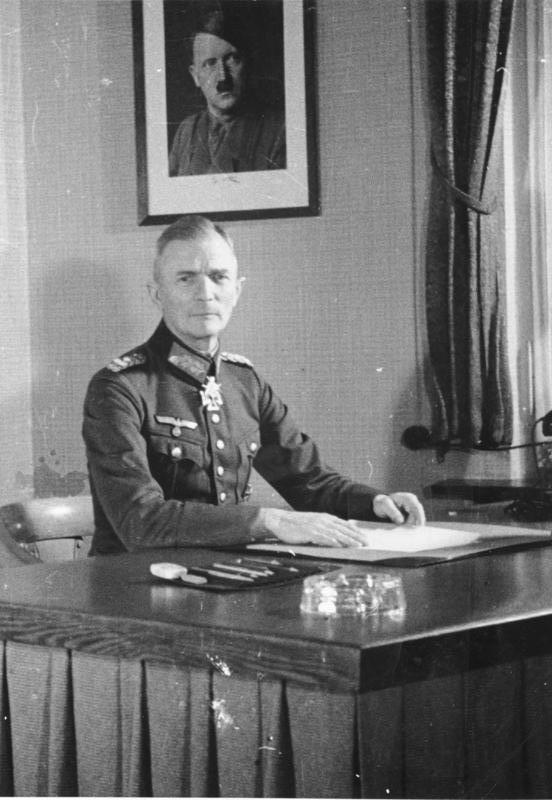
Fedor von Bock im April 1940

Im Oktober 1939 meldete von Bock schriftlich ernste Bedenken gegen den Westfeldzug an, da er geringe Chancen für einen erfolgreichen Ausgang sah. Die gleichrangigen Generäle Wilhelm Ritter von Leeb und von Rundstedt taten es ihm gleich und auch die OKH-Führung um Walther von Brauchitsch und Franz Halder zeigte sich unglücklich mit der Idee einer Offensive im Westen.
In Reaktion auf die Bedenken der Militärs kam es am 23. November zu einem Treffen zwischen Hitler und 180–200 Generälen in der Neuen Reichskanzlei, an dem von Bock teilnahm. Adolf Hitler hielt bei dem Treffen eine Ansprache, in der er den Generälen vorwarf: „Was sind das für Generale, die ich in den Krieg treiben muss, anstatt dass es umgekehrt wäre?“ und seinen Willen verdeutlichte, den Feldzug im Westen zu führen. Im Anschluss an Hitlers Ansprache wurde eine kleinere Runde nur mit den Heer-, Armee- und Armeekorpsführern einberufen, bei der von Bock ebenfalls zugegen war. In dieser erläuterte Hitler strategisch-taktische Fragen mit den Anwesenden, wobei er sich bei seinen Ausführungen auf den Sichelschnittplan bezog. Nach dem Treffen notierte von Bock in seinem Tagebuch: „Durch alle Ausführungen leuchtete eine gewisse Mißstimmung gegen die Führer des Heeres. Marine und Luftwaffe werden als Vorbilder der Tatkraft hingestellt. Der Grund ist klar: Der Führer weiß, daß die Masse der Generale an einem kriegsentscheidenden Erfolg des Angriffs in diesem Zeitpunkt nicht glaubt.“ Auch wenn sich die Bedenken von Bocks nicht zerschlugen, setzte er die Vorbereitungen für den Westfeldzug fort.
Beim Feldzug sollte die von von Bock aufgebaute Heeresgruppe B den nördlichen Teil der deutschen Invasionsarmee bilden. Im Rahmen des Feldzugs arbeitete er erneut mit Georg von Küchler, der das Kommando über die 18. Armee innehatte, zusammen. Als zweiter Armeeführer diente ihm unterdessen Walter von Reichenau, der die Führung der 6. Armee übernahm.

Nach acht Monaten ohne bedeutende Kampfhandlungen (Sitzkrieg) begann der Westfeldzug schließlich am 10. Mai 1940. Von Bocks Heeresgruppe B, die aus etwas mehr als 29 Divisionen bestand, griff, den Vorgaben des Sichelschnittplans folgend, überfallartig Belgien und die Niederlande an (Fall Gelb). Die niederländischen Streitkräfte konnten sich nicht lange gegen die deutsche Wehrmacht behaupten und am 17. Mai, mit einem Großteil des Landes unter Kontrolle von von Bocks Heeresgruppe, kapitulierten sie. Während von Bocks Truppen in Belgien und den Niederlanden eingefallen waren, durchquerten motorisierte Einheiten von Gerd von Rundstedts Heeresgruppe A unterdessen die Ardennen. Dieses für die Alliierten unerwartete Manöver erlaubte eine Einkesselung ihrer Truppen an der Kanalküste. Von Bocks Truppen spielten bei der Schaffung des Kessels insofern eine entscheidende Rolle, als dass es die von Reichenau befehligte 6. Armee war, die den Kessel im Norden schloss. Auf die Schließung des Kessels folgte im Anschluss die Schlacht von Dünkirchen, in deren Rahmen die Alliierten 370.000 Soldaten nach Großbritannien evakuierten. Zeitgleich zur Schlacht von Dünkirchen kapitulierte Belgien am 28. Mai gegenüber dem Deutschen Reich, nachdem von Bocks Heeresgruppe das Land größtenteils besetzt hatte. Zur Unfähigkeit der Franzosen, den deutschen Blitzkrieg zu stoppen, notierte von Bock: „Der Franzose scheint wirklich von allen guten Geistern verlassen [...] sonst konnte und musste er das verhindern.“

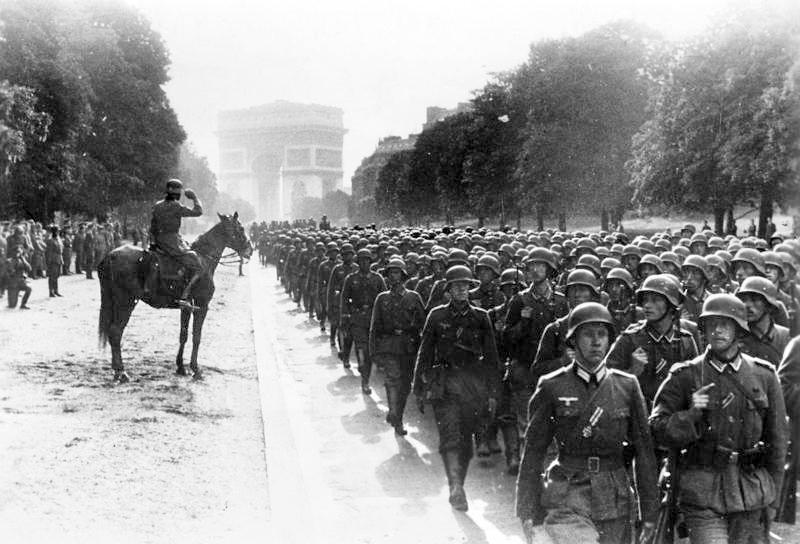
Deutsche Parade auf der Avenue Foch vor dem Arc de Triomphe in Paris am 14. Juni 1940

Nachdem die alliierten Truppen an der Kanalküste ausgeschaltet waren, eroberten deutsche Truppen in kurzer Zeit Frankreich (Fall Rot). Von Bocks Armeen kam hierbei die Aufgabe zu, von Reims und der Kanalküste in Belgien bis Paris vorzustoßen. Dies gelang, und am 14. Juni wurde Paris, das zur offenen Stadt erklärt worden war, von den Truppen kampflos besetzt. Im Anschluss nahm von Bock zusammen mit Georg von Küchler eine Parade deutscher Truppen am Arc de Triomphe ab. Drei Tage später am 17. Juni bat die französische Regierung das Deutsche Reich um einen Waffenstillstand. Bei den Verhandlungen, die auf Adolf Hitlers Wunsch hin in Compiegne stattfanden (Deutschland hatte dort 1918 den Waffenstillstand mit den Westmächten geschlossen), war von Bock persönlich zugegen. Am 22. Juni 1940 unterschrieben Wilhelm Keitel für Deutschland und Charles Huntzinger für Frankreich ein Waffenstillstandsabkommen, womit der Westfeldzug nach sechs Wochen vorbei war. Die nationalsozialistische Propaganda schlachtete den schnellen Sieg über Frankreich großzügig aus und präsentierte das deutsche Vorgehen als revolutionäre Taktik, der der Name Blitzkrieg gegeben wurde.
Am 19. Juli 1940 wurde von Bock gleichzeitig mit elf weiteren Generälen in der Berliner Krolloper zum Generalfeldmarschall ernannt.
Zu seinem 60. Geburtstag am 3. Dezember 1940 erhielt von Bock eine Dotation Hitlers in Höhe von 100.000 Reichsmark. Dies geschah im Rahmen von Hitlers Bestechungspolitik, bei der er Generälen großzügige Geschenke sowie monatliche Zahlungen zukommen ließ, um sich so deren Loyalität zu sichern.

#### Krieg gegen die Sowjetunion

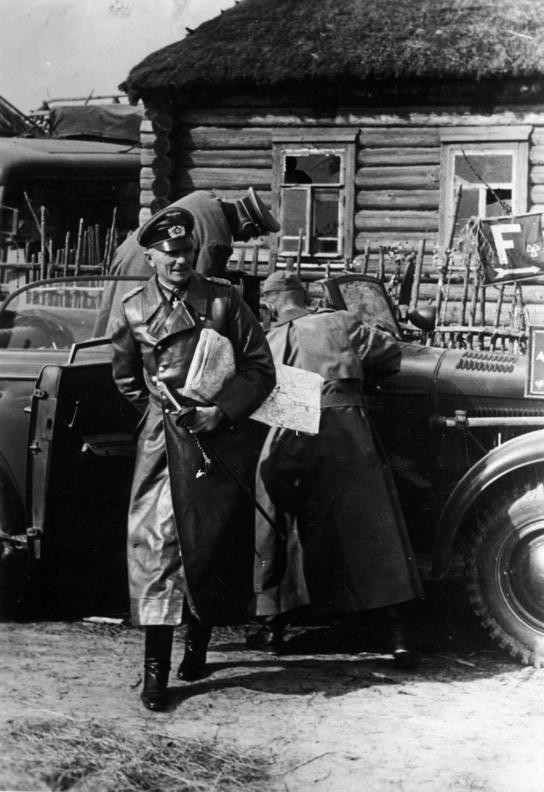
Bock begibt sich zu einer Lagebesprechung in Nikolskoje, Oktober 1941

Aufgrund der „Weisung Nr. 21 Fall Barbarossa“ vom 18. Dezember 1940 wurde von Bock mit der Vorbereitung der ihm unterstellten Truppen auf den Angriff auf die Sowjetunion beauftragt. Gegen den in diesem Zusammenhang im Mai 1941 erlassenen Kommissarbefehl legte er auf Drängen seiner Stabsoffiziere Henning von Tresckow und Rudolf-Christoph von Gersdorff beim Oberkommando des Heeres mündlich Widerspruch ein. Nachdem sein Protest völlig fruchtlos geblieben war, sagte er zu seinem Stab: „Meine Herren, ich stelle fest: Der Feldmarschall von Bock hat protestiert“. Am 14. Juni 1941 nahm von Bock an einer Rede Hitlers in der Reichskanzlei teil. In dieser erklärte Adolf Hitler führenden Militärs die Gründe für den Angriff, nachdem er sich von einigen ihre Pläne für den Angriff hatte erklären lassen.
Mit Beginn des deutschen Angriffs auf die Sowjetunion war Fedor von Bock Oberbefehlshaber der Heeresgruppe Mitte. Er gehörte im Herbst zu den stärksten Befürwortern einer Offensive auf Moskau noch im Jahr 1941. Eines seiner Argumente war, dass bei zwei gleichermaßen erschöpften Gegnern derjenige mit dem stärkeren Willen die Entscheidung herbeiführen könne. Von Bocks Heeresgruppe Mitte war die größte der drei für die Invasion der Sowjetunion gebildeten Heeresgruppen mit einem Umfang von 49 Divisionen und 930 Panzern. Nachdem ihm beim Feldzug gegen Frankreich Georg von Küchler und Walter von Reichenau unterstellt worden waren, waren seine Armeeführer für den Marsch auf Moskau die Generaloberste Adolf Strauß (9. Armee), Hermann Hoth (Panzergruppe 3) und Heinz Guderian (Panzergruppe 2), Maximilian von Weichs (2. Armee) sowie der Generalfeldmarschall Günther von Kluge (4. Armee).

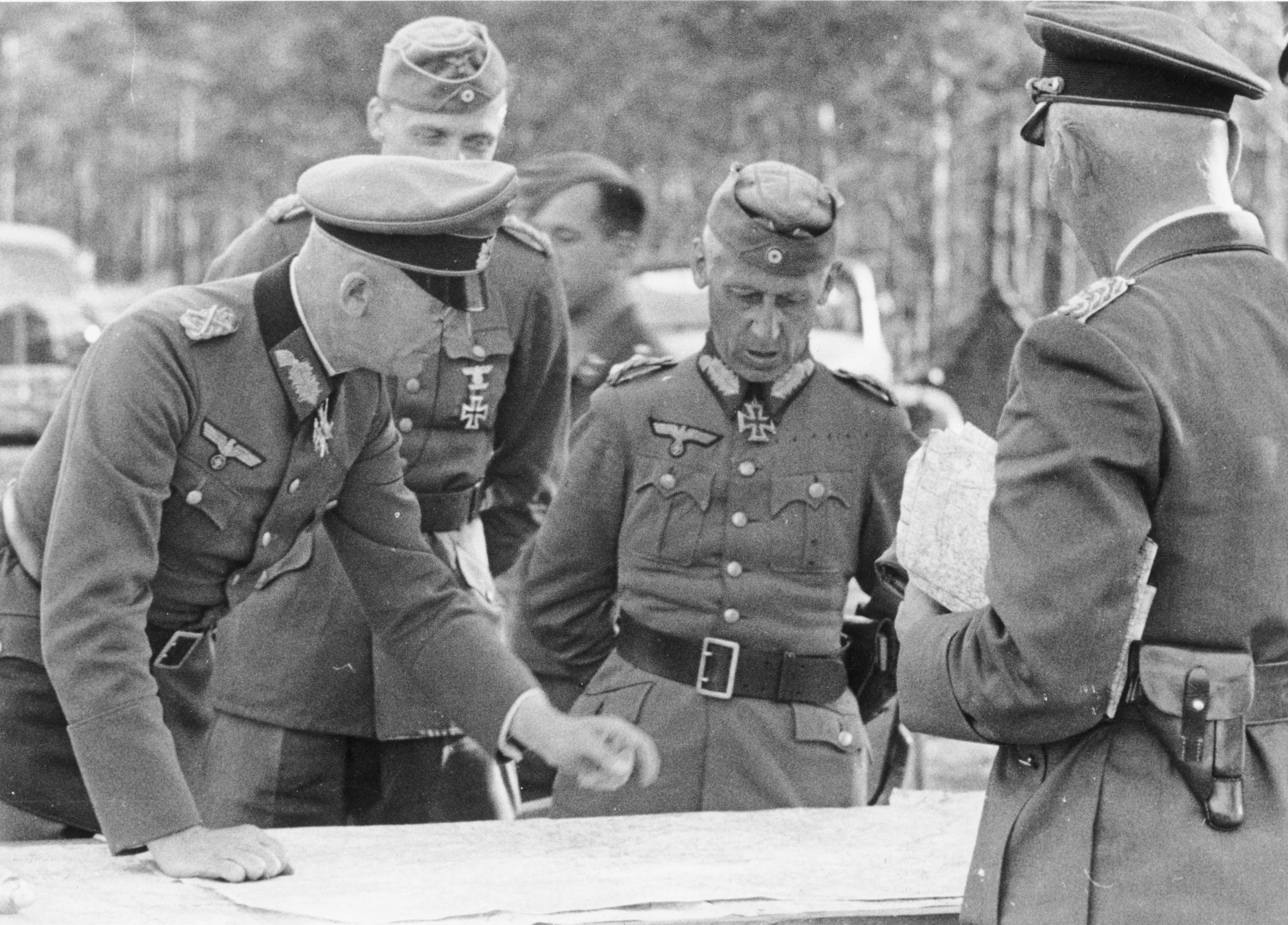
1941: GFM von Bock und Generaloberste Hoth und von Richthofen

Am 22. Juni 1941 setzte sich das deutsche Ostheer unter seinen Heerführern Wilhelm Ritter von Leeb (Heeresgruppe Nord), Fedor von Bock (Heeresgruppe Mitte) und Gerd von Rundstedt (Heeresgruppe Süd) in Bewegung. Das erste Ziel von von Bocks Verband war die Stadt Smolensk. Auf dem Weg dorthin eroberten von Bocks Armeen die Städte Brest-Litowsk, Bialystok und Minsk, wobei der Besetzung von Minsk die Kesselschlacht bei Bialystok und Minsk vorausging, in deren Verlauf die Rote Armee 420.000 Soldaten verlor. Die Besetzung von Smolensk folgte Ende Juli, wobei die Rote Armee im Rahmen der Eroberung der Stadt weitere 760.000 Soldaten verlor. Danach wurde Moskau zum neuen Operationsziel von von Bocks Heeresgruppe. Bevor der eigentliche Marsch auf Moskau beginnen konnte, musste zunächst jedoch noch die Augustkrise bewältigt werden, in deren Rahmen es zu Streitigkeiten zwischen Hitler und der Führung des Oberkommandos des Heeres bezüglich der Prioritäten der deutschen Gesamtoffensive kam. Das OKH und von Bock forderten eine Offensive gegen Moskau, während Hitler Leningrad und die Ukraine als Prioritäten ansah. Aufgrund des schwelenden Streits zwischen Hitler und dem OKH hatte von Bocks Heeresgruppe einen de facto Haltebefehl und setzte ihren Marsch nicht fort. Erst als Hitler nachgab und am 12. August eine Offensive gegen Moskau befahl, ging es für von Bocks Truppen weiter. Jedoch zunächst ohne die 2. Panzerarmee Guderians und die 2. Armee von Weichs’, die sich in die Ukraine begaben, um die Heeresgruppe Süd zu verstärken. In den folgenden drei Monaten bahnte sich von Bocks Verband einen Weg bis 30 Kilometer vor Moskau. Auf dem Weg dorthin kam es dabei zur Doppelschlacht von Wjasma und Brjansk, an der sich neben den verbliebenen Verbänden auch die zwischenzeitlich von der Heeresgruppe Süd zurückgekehrte 2. Panzerarmee und 2. Armee beteiligten. Die Doppelschlacht endete damit, dass die Rote Armee 663.000 Soldaten verlor. In der Schlacht um Moskau, die am 2. Oktober begann und in deren Verlauf die deutsche Wehrmacht Anfang Dezember nur noch 30 Kilometer von der sowjetische Hauptstadt entfernt war, erlebte von Bocks Heeresgruppe schließlich ihren ersten wirklichen Rückschlag. So startete die Rote Armee am 5. und 6. Dezember unerwartet eine Gegenoffensive, die von Bocks Heer zurückwarf und starke Geländeverluste bedeutete. Im Anschluss an den Rückschlag vor Moskau plädierte von Bock für einen taktischen Rückzug mit Verweis auf die Erschöpfung seiner Truppen und leitete diesen auch ein. Adolf Hitler lehnte ein solches Vorgehen jedoch strikt ab und entließ ihn am 19. Dezember zeitgleich mit dem Oberbefehlshaber des Heeres Walther von Brauchitsch, obwohl von Bock zwischenzeitlich erkannt hatte, dass Hitlers Haltebefehl der Situation angemessener war. Seine Nachfolge trat der bisherige Kommandeur der 4. Armee Günther von Kluge an. Die Verluste (Gefangene, Gefallene) bei der Schlacht um Moskau beliefen sich vom November bis Dezember 1941 im Bereich der Heeresgruppe Mitte auf 248.600, die der Sowjets auf rund 1 Mio. Die Entlassungen von von Bock und von Brauchitsch reihten sich ein in eine Entlassungswelle durch Hitler, der zuvor bereits Gerd von Rundstedt von seinen Aufgaben als Chef der Heeresgruppe Süd entbunden hatte und nach von Bock und von Brauchitsch auch die Panzergeneräle Heinz Guderian und Erich Hoepner sowie 35 weitere Korps- und Divisionskommandeure austauschte. Nach seiner Absetzung war eine erste Reaktion von von Bock eine zügige Kontaktaufnahme mit Hitlers Chefadjutant Rudolf Schmundt, um sich zu erkundigen, ob seine Entlassung bedeute, dass er nicht länger monatliche steuerbefreite Zahlungen von 4.000 Reichsmark aus der Konto 5 genannten Schwarzen Kasse erhalten würde. Wie die Dotationen zum Geburtstag waren auch diese monatlichen Zahlungen Teil von Hitlers Bestechungssystem.

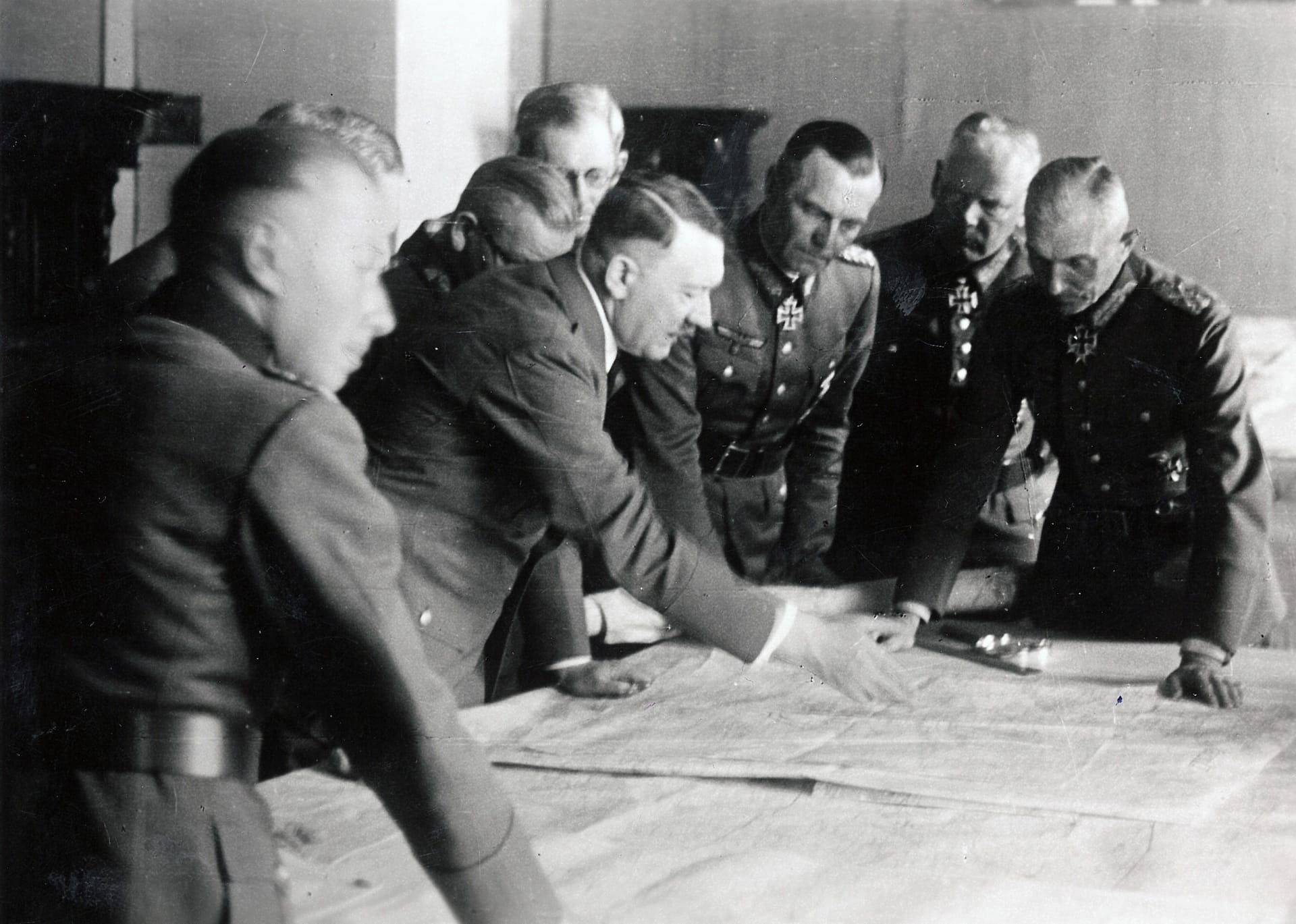
Fedor von Bock (rechts) und sein Nachfolger Maximilian von Weichs (vierter von links) bei einer Lagebesprechung am 1. Juni 1942

Einen Monat nach seiner Entlassung als Chef der Heeresgruppe Mitte übernahm von Bock am 18. Januar 1942, nach dem plötzlichen Tod (durch Schlaganfall) Walter von Reichenaus, dessen Heeresgruppe Süd. Diese konnte im Frühjahr 1942 u. a. die Schlacht bei Charkow gewinnen und auch Sewastopol erobern, womit sie die Ausgangsposition für die deutsche Sommeroffensive schuf. Trotz dieser Erfolge war Hitler wenig beeindruckt von von Bocks Arbeit als Heeresgruppenführer, da für ihn Friedrich Paulus (6. Armee) und Erich von Manstein (11. Armee), den er nach der Eroberung von Sewastopol zum Generalfeldmarschall machte, die Architekten des Erfolgs waren. Das Unternehmen Braunschweig sollte zu erneuten Auseinandersetzungen zwischen Hitler und von Bock führen. Aufgrund einer von Adolf Hitler befohlenen Teilung der Heeresgruppe Süd in eine Heeresgruppe A und B wurde von Bock am 9. Juli Befehlshaber der Heeresgruppe B. Darüber beschwerte er sich mit den Worten: „[Die Schlacht wird damit] in zwei Teile zerschnitten“. Im Sommer 1942 zog sich die Rote Armee unterdessen wiederholt geordnet zurück. Von Bock lehnte eine Verfolgung sich zurückziehender sowjetischer Streitkräfte ab, was er so auch am 13. Juli an die Heeresführung telegraphierte: „[Ich glaube nicht, dass die] Vernichtung wesentlicher feindlicher Kräfte [in einer Operation erreicht wird, die] mitten in den Feind [hineinführt]“. Zwei Tage später, am 15. Juli 1942, wurde von Bock seines Amtes als Befehlshaber der Heeresgruppe B enthoben und in die Führerreserve versetzt. Sein Nachfolger wurde der bisherige Führer der 2. Armee Generaloberst Maximilian von Weichs. Später kommentierte Hitler von Bocks Arbeit, insbesondere im Hinblick auf die zweite Schlacht bei Charkow, mit den Worten: „Bock hat gänzlich versagt.“

#### Letzte Kriegsjahre und Tod
Nach seiner Absetzung als Chef der Heeresgruppe B und Versetzung in die Führerreserve fand von Bock in den letzten Jahren des Krieges keine Verwendung mehr und lebte zurückgezogen in Bayern. Henning von Tresckow, verheiratet mit einer Cousine von Bocks, versuchte mehrmals vergeblich, ihn für den militärischen Widerstand gegen Adolf Hitler zu gewinnen. Das Attentat auf Hitler am 20. Juli 1944 verurteilte er als Verbrechen. Nach dessen Suizid am 30. April 1945 bot er der neuen von Hitler per Testament eingesetzten Reichsregierung unter Karl Dönitz die Mitarbeit an.
Am 3. Mai 1945 wurde Fedor von Bock bei einem englischen Tieffliegerangriff in der Nähe von Lensahn schwer verwundet; am folgenden Tag erlag er seinen Verwundungen in einem Marinelazarett in Oldenburg in Holstein. Bei dem Angriff starben auch seine zweite Ehefrau Wilhelmine, seine Stieftochter Katharina von der Osten und sein Fahrer. Fedor von Bock ist der einzige Feldmarschall, der während der NS-Zeit durch unmittelbare Feindeinwirkung zu Tode kam.

### Familie
Am 9. Oktober 1905 heiratete Fedor von Bock in Berlin Mally von Reichenbach (* 12. März 1887 in Berlin). 1906 kam die Tochter Ursula zur Welt. Seine Frau verstarb bereits 1910. 1936 heiratete Bock erneut. Seine zweite Ehefrau wurde Wilhelmine von Boddien (* 14. November 1893 in Straßburg; † 3. Mai 1945 in Lensahn), die zuvor mit dem preußischen Offizier Karl August von der Osten verheiratet war.

### Auszeichnungen (Auswahl)
- Eisernes Kreuz II. Klasse, September 1914
- Eisernes Kreuz I. Klasse, Oktober 1916
- Ritterkreuz des Königlichen Hausordens von Hohenzollern mit Schwertern, Oktober 1916
- Pour le Mérite, April 1918
- Ritterkreuz des Eisernen Kreuzes, September 1939